# Glyptothorax filicatus
Glyptothorax filicatus är en fiskart som beskrevs av Ng och Jörg Freyhof 2008. Glyptothorax filicatus ingår i släktet Glyptothorax och familjen Sisoridae. IUCN kategoriserar arten globalt som otillräckligt studerad. Inga underarter finns listade i Catalogue of Life.